# Vampyrum spectrum
Il falso vampiro americano (Vampyrum spectrum Linnaeus, 1758), noto anche come vampiro spettro, è un pipistrello della famiglia dei Fillostomidi, unica specie del genere Vampyrum (Rafinesque, 1815), diffuso nell'America centrale e meridionale.

## Descrizione

### Dimensioni
Pipistrello di grandi dimensioni, con la lunghezza della testa e del corpo tra 125 e 136 mm, la lunghezza dell'avambraccio tra 100 e 113,3 mm, la lunghezza del piede tra 29 e 32 mm, la lunghezza delle orecchie tra 39 e 42 mm, un peso fino a 190 g e un'apertura alare fino a un metro.

È il pipistrello più grande del Nuovo Mondo.

### Caratteristiche craniche e dentarie
Il cranio è robusto, con una cresta sagittale ben sviluppata. Gli incisivi superiori interni sono larghi ed in contatto tra loro e con i canini, i quali sono grandi e massicci. Gli incisivi inferiori invece sono piccoli ed arrotondati.
Sono caratterizzati dalla seguente formula dentaria:

### Aspetto

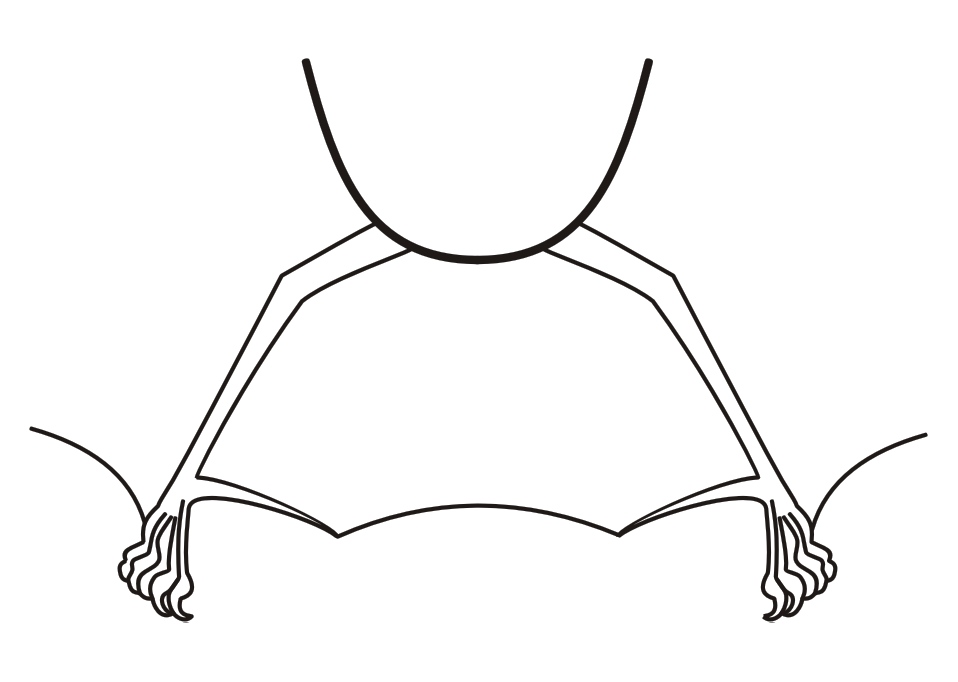
Illustrazione della parte posteriore di Vampyrum

La pelliccia è lunga e soffice, più corta ventralmente e si estende fino alla metà dell'avambraccio. Il colore generale del corpo è bruno-rossastro, giallo-rossastro nelle parti inferiori. Il muso è lungo, stretto e privo di peli, la foglia nasale è grande, lanceolata e raggiunge i 17 mm di lunghezza. Le orecchie sono grandi, ovali e con la punta arrotondata. Il margine interno è convesso, mentre quello esterno è convesso nei tre quarti superiori. Il trago è sottile ed affusolato. Il labbro inferiore ed il mento sono attraversati da un ampio solco. Le membrane alari sono attaccate alla base del dito più esterno. I piedi sono piccoli, il calcar è circa tre quarti la lunghezza della tibia. L'uropatagio è ampio, sebbene la coda sia mancante. Il cariotipo è 2n=30 FNa=56.

### Ecolocazione
Emette ultrasuoni sotto forma di impulsi di breve durata e bassa intensità, come quelle forme di pipistrelli che volano in prossimità di ostacoli o vicino al suolo.

## Biologia

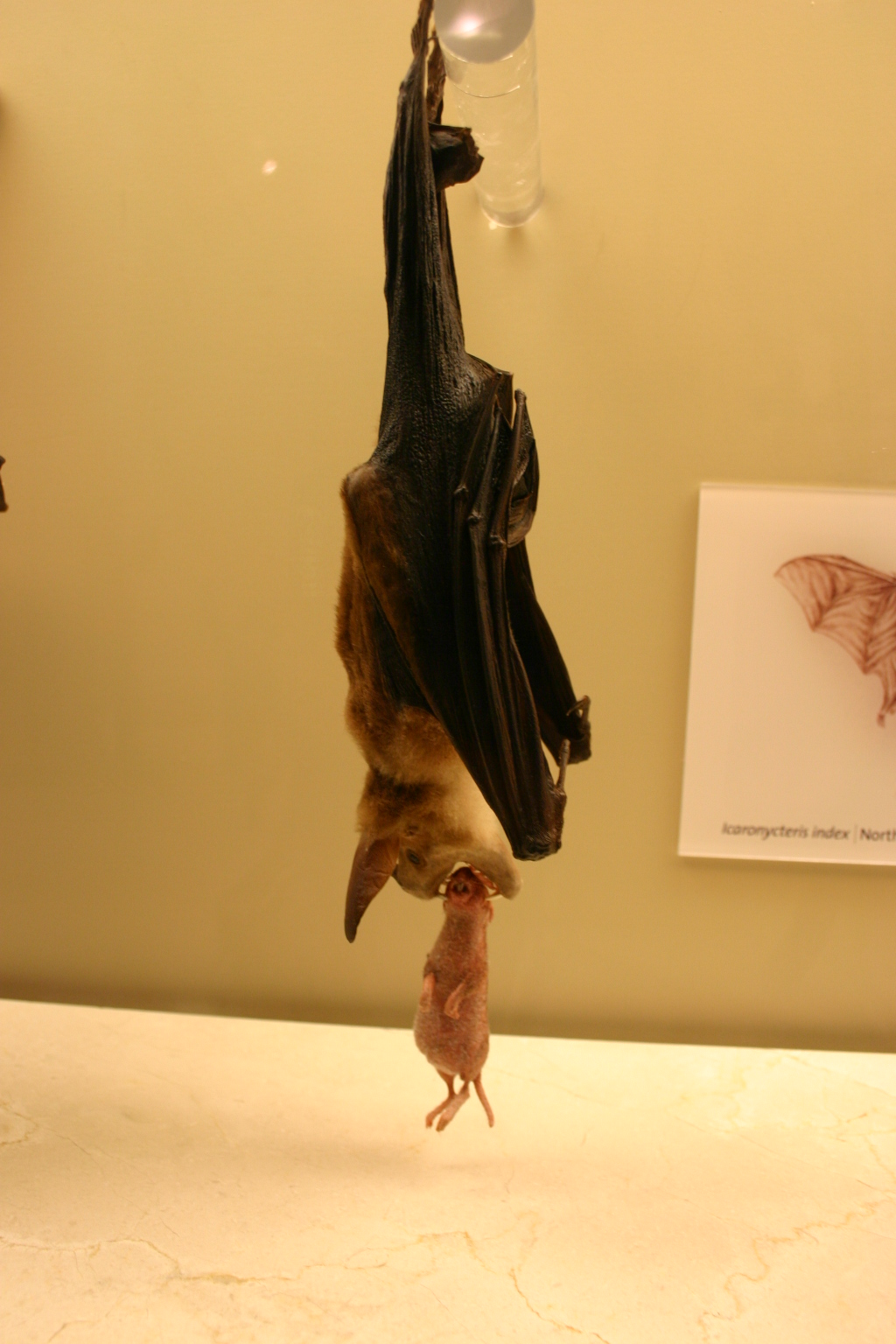
Esemplare conservato allo Smithonian National Museum of Natural History: Hall of Mammals

### Comportamento
Si rifugia solitariamente o in piccoli gruppi, composti da 4 adulti e da alcuni piccoli, nelle cavità degli alberi. Il suo volo è potente e agile. L'attività predatoria inizia solitamente al tramonto. Dopo aver cacciato per circa un'ora o più il gruppo torna ai ricoveri per il resto della notte.

### Alimentazione
Si nutre di piccoli uccelli, roditori e altri pipistrelli. Solitamente porta le prede nei rifugi anche per nutrire i piccoli.

### Riproduzione
Le uniche informazioni note riguardano femmine in cattività, le quali danno alla luce un piccolo alla volta a giugno e luglio. L'aspettativa di vita è fino a 5 anni.

## Distribuzione e habitat
Questa specie è diffusa nell'America centrale dallo Stato messicano di Veracruz, Guatemala orientale, Honduras, Nicaragua, Belize, Panama, Costa Rica, attraverso la Colombia, Venezuela, Guyana, Guyana francese, Suriname, Ecuador, Perù, Brasile sud-occidentale fino alla Bolivia centrale settentrionale. Si trova anche sull'isola di Trinidad.
Vive in foreste tropicali sempreverdi di pianura, occasionalmente in foreste pluviali, foreste decidue e paludose fino a 1 650 metri di altitudine. Si trova solitamente vicino ai corsi d'acqua. Talvolta è stato osservato in strutture umane.

## Conservazione
La IUCN Red List, considerato che questa specie è dipendente dalle foreste primarie ed è raro negli altri tipi di habitat, classifica V.spectrum come specie prossima alla minaccia di estinzione (Near Threatened).